# اوبردرایس
اوبردرایس (به آلمانی: Oberdreis) یک شهر در آلمان است که در نویوید واقع شده‌است. اوبردرایس ۹۱۷ نفر جمعیت دارد.